# Nitruro de silicio
El nitruro de silicio es un compuesto químico de silicio y nitrógeno, con la fórmula  Si
3N
4. Es un sólido blanco, de punto de fusión alto, que es relativamente inerte químicamente, siendo atacado por HF diluido y H
2SO
4 caliente. Es muy duro (8.5 en la escala de Mohs). El tetranitruro de trisilicio (Si
3N
4) es el más estable termodinámicamente de los nitruros de silicio. Por ello es  comercialmente muy importante.
Es una cerámica que se prepara por una reacción de silicio en polvo con nitrógeno gas a temperaturas muy elevadas. El producto obtenido se prensa en caliente y se dopa con un 1-5% de MgO. Entre las cerámicas avanzadas es el material que presenta una mejor combinación de propiedades y está siendo investigado para aplicaciones en motores cerámicos de alta temperatura.
Básicamente se distinguen dos tipos de este material:
- unido mediante una reacción limitada, que puede contener hasta 20 % de porosidad;
- prensado en caliente, que puede llegar a tener hasta un 100 % de la densidad teórica.

El nitruro de silicio unido mediante una reacción tiene la ventaja de ser más económico, debido al método que se usa para sintetizarlo, mucho más barato que el prensado en caliente. Otra ventaja es que pueden realizarse piezas muy precisas que conservan su forma original. La desventaja de este material es la porosidad, que disminuye la resistencia y otras propiedades mecánicas.
Frecuentemente se usa para piezas de horno y similares cuando la alta resistencia no es un factor crítico. Las propiedades que diferencian al nitruro de silicio de otras cerámicas usadas en la ingeniería son las siguientes:
- no hay pérdida de fuerza en el aire a temperaturas de hasta 1000 °C;
- mayor resistencia al choque térmico que muchas otras cerámicas;
- densidad más baja que la mayoría de cerámicas de ingeniería (un tercio del peso del acero);
- baja expansión térmica;
- más dureza que el carburo de silicio y el óxido de aluminio;
- más rígido que el acero (50 %);
- elevada resistencia a la compresión;
- elevada resistencia al desgaste, tanto por impacto como por fricción;
- buena resistencia al ataque químico.

## Nomenclatura
- HPSN: nitruro de silicio prensado en caliente (con adiciones de MgO o Y2O3)
- SSN: nitruro de silicio sinterizado
- RBSN: reacción nitruro de silicio enlazado

## Aplicaciones
El nitruro de silicio se usa ampliamente como un material para herramientas de corte en forma de placas de cerámica, también se utiliza para piezas de turbinas de gas que deben resistir los ciclos termales. Otras aplicaciones incluyen piezas para los motores diesel, partes de la bomba donde se requiere resistencia química y al desgaste, cojinetes, boquillas térmicas,  tubos de reacción, rodillos de imprenta, piezas anti desgaste.  
Otras aplicaciones son:
Cojinetes, pistones de prensado en caliente, componentes para plantas químicas, crisoles (crucibles), boquillas de dibujo (drawing nozzles), herramientas de corte, válvulas, elementos para turbinas de gas y turbocompresores, bolas para rodamientos ( balls for ball bearings), puntas de soldadura, mangas del termopar (termocouple sleeves).

## Historia
La primera preparación de la que se ha informado fue en 1857, hecha por Henri Etienne Sainte-Claire Deville y Friedrich Wöhler.  Calentaron el silicio en un crisol dispuesto dentro de otro crisol lleno de carbono para reducir la permeación de oxígeno en el crisol interior. Informaron de que habían obtenido un nuevo producto al que denominaron nitruro de silicio, pero sin especificar su composición química. En 1879, Paul Schuetzenberger informó por primera vez de un producto con la composición del tetranitruro Si
3N
4,  que obtuvo calentando el silicio con brasque (una pasta hecha mezclando carbón vegetal, carbón o coque con arcilla que luego se utiliza para tender crisoles) en un horno de explosión. En 1910, Ludwig Weiss y Theodor Engelhardt calentaron el silicio bajo nitrógeno puro para producir Si
3N
4. E. Friederich y L. Sittig hicieron Si3N4 en 1925  mediante reducción carbotérmica bajo nitrógeno, es decir, calentando sílice, carbono y nitrógeno a 1250-1300 °C.
El nitruro de silicio permaneció como una curiosidad química durante décadas antes de ser utilizado en aplicaciones comerciales. De 1948 a 1952, la Carborundum Companyde Niagara Falls, Nueva York, solicitó varias patentes sobre la fabricación y aplicación de nitruro de silicio. En 1958 el nitruro de silicio Haynes (Union Carbide) estaba siendo producido comercialmente para tubos de termopar, boquillas de cohetes y barcos y crisoles para fundir metales. Las investigaciones británicas sobre el nitruro de silicio, iniciadas en 1953, se encaminaron a emplearlo en las partes sometidas a altas temperaturas en las turbinas de gas y dio lugar al desarrollo del nitruro de silicio unido a reacción y del nitruro de silicio prensado en caliente. En 1971, la   Agencia de Proyectos de Investigación Avanzada del Departamento de Defensa de Estados Unidos suscribió un contrato de US$17 millones con Ford y Westinghouse para suministrar dos turbinas cerámicas de gas.
Aunque las propiedades del nitruro de silicio eran bien conocidas, hasta los años noventa no se descubrió su aparición natural como minúsculas inclusiones (de un tamaño aproximadao de 2 μm × 0,5 μm) en meteoritos. El mineral fue nombrado nierita en memoria de un pionero de la espectrometría de masas, Alfred O. C. Nier. Este mineral pudo haber sido detectado anteriormente, de nuevo exclusivamente en meteoritos, por geólogos soviéticos.